# Parlamentswahl in Australien 2025
- Labor: 94
- Greens: 1
- Unabh.: 10
- CA: 1
- Liberals: 18
- LNP: 16
- Nationals: 9
- KAP: 1

- Labor: 28
- Greens: 11
- Unabh.: 2
- Sonst.: 3
- CLP: 1
- Liberals: 20
- LNP: 4
- Nationals: 2
- JLN: 1
- Nation: 4

Die Australische Parlamentswahl 2025 fand am Samstag, den 3. Mai 2025, statt. Gewählt wurden die Mitglieder des 48. Australischen Parlaments. Alle 150 Sitze im Repräsentantenhaus und 40 der 76 Sitze im Senat wurden neu besetzt. Die regierende Australian Labor Party (ALP) unter Premierminister Anthony Albanese wurde nach den Hochrechnungen am Wahlabend klarer Sieger. Die liberal-nationale Koalition war unter Oppositionsführer Peter Dutton angetreten. Mehrere andere Parteien, die in der Vergangenheit nur den Status einer Kleinpartei erreicht hatten, sowie eine Reihe Unabhängiger traten ebenfalls zur Wahl an.

## Wahlsystem
Gewählt wurden alle 150 Mitglieder des Repräsentantenhauses für eine Amtszeit von drei Jahren, die Hälfte der 72 Senatoren der Bundesstaaten für eine Amtszeit von sechs Jahren sowie die vier Senatsmitglieder der Territorien für eine Amtszeit von drei Jahren. Es stand nach einer Umverteilung im Vergleich zur letzten Wahl im Jahr 2022 ein Sitz weniger im Repräsentantenhaus zur Wahl (150 statt 151).
In Australien besteht seit über 100 Jahren Wahlpflicht. Nichtwähler müssen eine Strafe in Höhe von 20 Australischen Dollar (umgerechnet etwa 11,50 Euro) zahlen. Australien verzeichnet infolgedessen eine der höchsten Wahlbeteiligungen der Welt.
Die Wahl der Mitglieder des Repräsentantenhauses erfolgte in 150 Ein-Personen-Wahlkreisen. Dabei kam das Instant-Runoff-Voting zum Einsatz. Jeder Wähler nummeriert die Kandidaten des Wahlkreises in der von ihm gewünschten Reihenfolge. Hierbei müssen unbedingt alle Kandidaten gereiht werden, andernfalls ist der Stimmzettel ungültig.
Für den Senat wurden pro Bundesstaat jeweils sechs der zwölf Senatoren neu gewählt. Zusätzlich wurden jeweils die zwei Senatoren der beiden Territorien neu gewählt. Die Tabelle zeigt die Ausgangslage im Senat vor der Wahl.
Bei den Senatswahlen wurde die übertragbare Einzelstimmgebung, eine Form des Verhältniswahlrechts auf Ebene der Bundesstaaten und Territorien angewandt. Jeder Wähler musste entweder mindestens zwölf Kandidaten oder mindestens sechs Parteien nummerieren.

## Vorherige Wahl
Bei der letzten Wahl im Mai 2022 bildete die Labor Party unter Anthony Albanese nach neun Jahren in der Opposition die Regierung und gewann 77 Sitze im Repräsentantenhaus, was für eine Zwei-Sitze-Mehrheit ausreichte. Die zuvor regierende Liberal - Nationale Koalition errang nur 58 Sitze und ging in die Opposition. Die Crossbench, die sich aus anderen Parteien und Unabhängigen zusammensetzt, konnte auf 16 Sitze expandieren; zehn davon entfallen auf Unabhängige (darunter sieben auf eine lose Gruppierung von Teal Independents), vier auf die Grünen und jeweils einer auf die Centre Alliance und Katter’s Australian Party.
Im Senat konnte Labor keine Zugewinne verzeichnen und blieb mit insgesamt 26 Sitzen stabil. Damit wären 13 zusätzliche Stimmen im Senat erforderlich, um ein Gesetz zu verabschieden. Die Koalition verlor vier Sitze und behielt nur noch 32 Sitze. Die Grünen gewannen drei Sitze hinzu und kamen auf zwölf. One Nation blieb ebenfalls stabil mit zwei Sitzen, Centre Alliance und Rex Patrick Team verloren jeweils ihre Senatssitze, während das Jacqui Lambie Network einen zweiten Sitz hinzugewann. David Pocock wurde als unabhängiger Senator auf eigenem Wahlzettel gewählt, und die United Australia Party gewann ebenfalls einen Sitz.

## Veränderungen in der Zusammensetzung des Parlaments während der Legislaturperiode
Die 47. Legislaturperiode begann am 26. Juli 2022. Die Liberale Partei zog mit einem neuen Vorsitzenden ins Parlament ein: Der ehemalige Verteidigungs- und Innenminister Peter Dutton ersetzte den scheidenden Premierminister Scott Morrison.
Am 23. Dezember 2022 verließ der Abgeordnete der Nationals für Calare, Andrew Gee, die Partei und gehörte fortan dem Parlament als Unabhängiger an, nachdem die Partei beschlossen hatte, sich öffentlich gegen Indigeneous Voice und damit mehr Mitspracherecht für Aborigines im Parlament auszusprechen. Dies bedeutete, dass die Crossbench auf 17 Sitze anstieg, während die liberal-nationale-Koalition auf 57 Sitze schrumpfte.
Am 16. Januar 2023 starb der liberale Senator Jim Molan; er wurde im Mai desselben Jahres durch Maria Kovacic ersetzt.
Am 6. Februar 2023 trat die grüne Senatorin Lidia Thorpe aus der Partei aus, um als Unabhängige anzutreten.
Am 1. April 2023 gewann Labors Partei Mary Doyle die Nachwahl in Aston, nachdem der amtierende liberale Abgeordnete Alan Tudge zurückgetreten war. Das Ergebnis galt als große Überraschung und markierte das erste Mal seit der Nachwahl in Kalgoorlie 1920, dass eine amtierende Regierung einen Sitz von der Opposition errang. Dadurch konnte Labor seine Sitze im Repräsentantenhaus auf 78 erhöhen, während die Koalition auf 56 sank.
Im Mai 2023 trat der amtierende Abgeordnete der Liberal National Party, Stuart Robert, zurück, was eine weitere Nachwahl auslöste, diesmal für den Wahlkreis Fadden an der Gold Coast. Den Sitz gewann der Kandidat der Liberal National Party, Cameron Caldwell, wodurch die Zusammensetzung des Parlaments unverändert blieb. Ebenfalls im Mai 2023 gründete Dai Le, die unabhängige Abgeordnete für den Wahlkreis Fowler in Western Sydney, zusammen mit Frank Carbone, dem Bürgermeister von Fairfield, ihre eigene politische Partei, das Dai Le and Frank Carbone Network. Die Partei wird hauptsächlich in Western Sydney ansässig sein.
Am 15. Juni 2023 wurde der liberale Senator David Van nach Vorwürfen sexuellen Fehlverhaltens der ehemaligen LNP-Senatorin Amanda Stoker und der unabhängigen Senatorin Lidia Thorpe aus der Partei ausgeschlossen und setzte sein Mandat als Unabhängiger fort. Am 14. November 2023 verließ der liberale Abgeordnete Russell Broadbent nach einer Niederlage bei der Vorwahl die Partei, um als Crossbench zu fungieren. Im November kehrte auch Dave Sharma ins Parlament zurück, diesmal als liberaler Senator, nachdem die Parteiveteranin Marise Payne zurückgetreten war.
Am 4. Dezember 2023 starb die Labor-Abgeordnete Peta Murphy an Krebs, wodurch Labor kurzzeitig auf 77 Sitze schrumpfte, jedoch konnte am 2. März 2024 die Labor-Kandidatin Jodie Belyea den Bundeswahlkreis Dunkley bei der Nachwahl gewinnen. Ebenso verlor die Liberal Party am 28. Februar 2024 vorübergehend einen Sitz, als der ehemalige Premierminister und Abgeordnete Scott Morrison von seinem Sitz in Cook zurücktrat. Der liberale Kandidat Simon Kennedy konnte den Sitz für die Partei bei der Nachwahl in Cook 2024 halten.
Labor-Senator Pat Dodson trat im Januar 2024 aufgrund einer Krebsbehandlung aus dem Senat zurück; sein freier Sitz wurde von Varun Ghosh besetzt. Labor-Senatorin Linda White starb im März 2024 und wurde durch Lisa Darmanin ersetzt, während Grünen-Senatorin Janet Rice im folgenden Monat zurücktrat und durch Steph Hodgins-May ersetzt wurde. Es kam zu Änderungen in der Parteizusammensetzung, als die tasmanische Senatorin Tammy Tyrrell am 28. März 2024 das Jacqui Lambie Network verließ, um als Unabhängige anzutreten, und Labor-Senatorin Fatima Payman die Partei verließ und im Juli 2024 als Unabhängige den fraktionslosen Abgeordneten beitrat, da sie mit der Haltung der Partei zum Israel-Gaza-Konflikt nicht einverstanden war. Drei Monate später gründete Payman die Partei Australia's Voice und erklärte, sie beabsichtige, mit der Partei bei dieser Wahl Kandidaten in beiden Häusern des Parlaments aufzustellen. Die Zusammensetzung des Senats änderte sich am 25. August 2024 erneut, als der LNP-Senator Gerard Rennick nach einer Niederlage bei der Vorwahl aus der Partei austrat und als Unabhängiger in den Senat wechselte. Wie Payman kündigte auch er die Gründung einer politischen Partei namens People First Party an, um seinen Namen auf dem Wahlzettel über der Linie erscheinen zu lassen. Am 28. Januar 2025 trat der liberale Senator Simon Birmingham aus dem Parlament zurück. In der folgenden Woche, am 6. Februar 2025, wurde Leah Blyth als seine Nachfolgerin in den Senat berufen.
Zwei Sitze im Unterhaus waren vor der Wahl vakant. Der liberal-nationale Abgeordnete Keith Pitt, der im Fraktionssaal der Nationals saß, trat am 19. Januar 2025 von seinem Sitz in Hinkler zurück, und am folgenden Tag trat der Labour-Abgeordnete Bill Shorten von seinem Sitz in Maribyrnong zurück. Da ihre Rücktritte kurz vor der Parlamentswahl erfolgten, fanden keine Nachwahlen statt.

## Spitzenkandidaten
Die Spitzenkandidaten aller nach den Parlamentswahlen im Repräsentantenhaus vertretenen Parteien und Koalitionen:

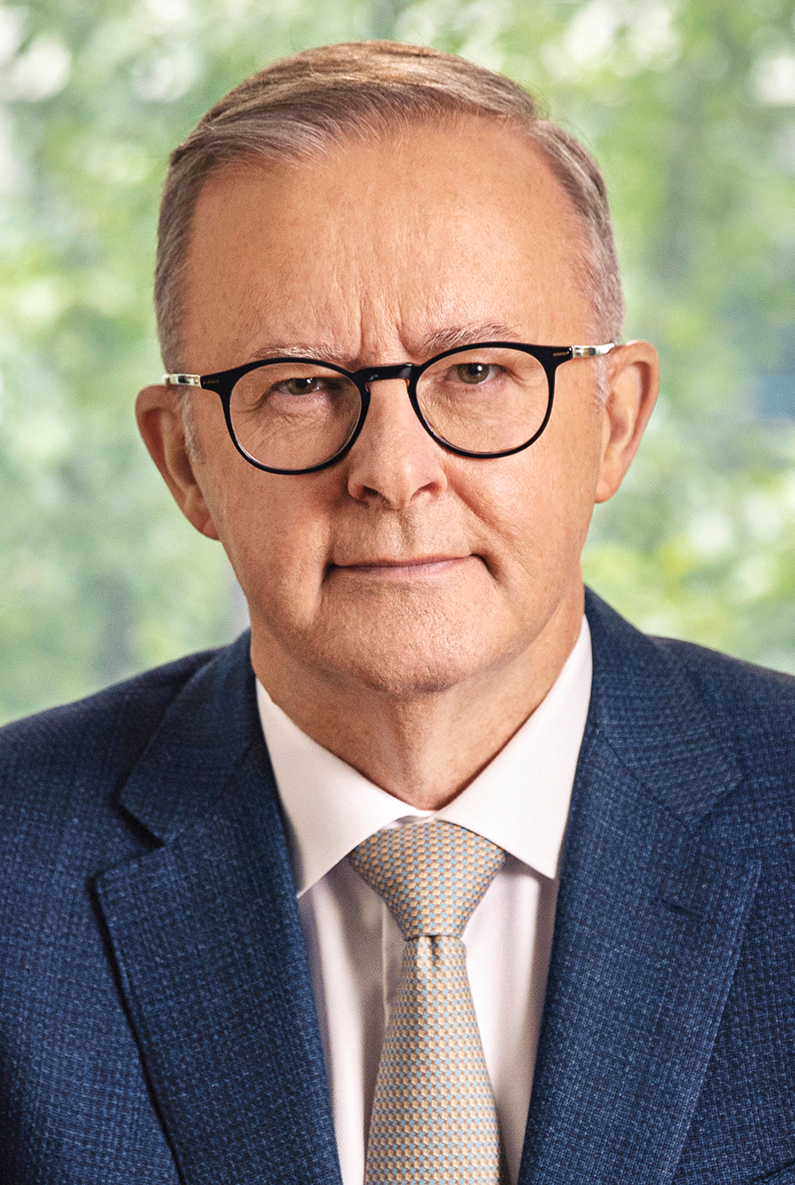
Anthony Albanese,  Premierminister, (Australian Labor Party)
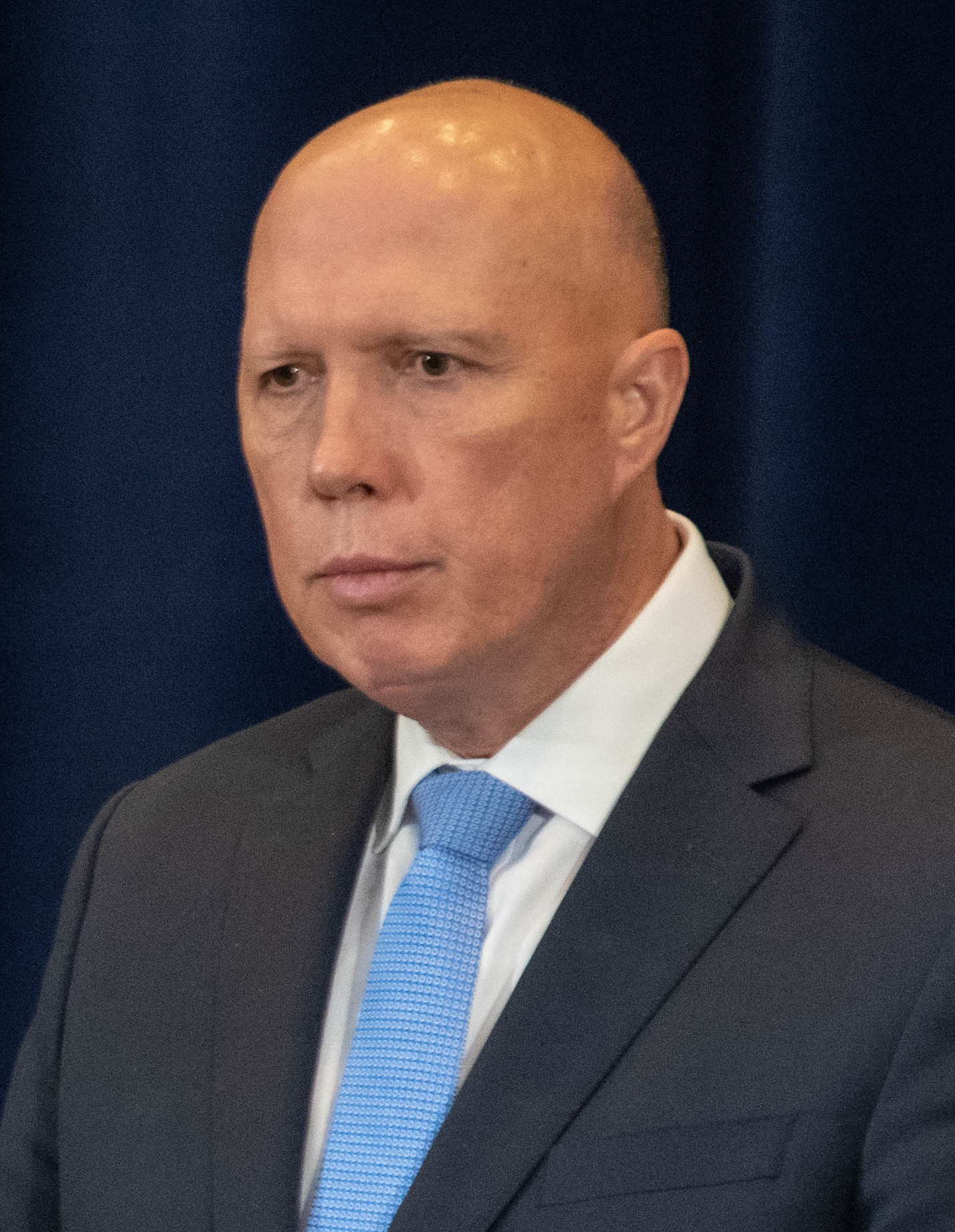
Peter Dutton, Oppositionsführer, (Liberal Party of Australia für die liberal-nationale Koalition)
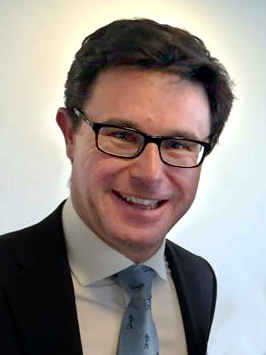
David Littleproud, Vorsitzender der National Party of Australia
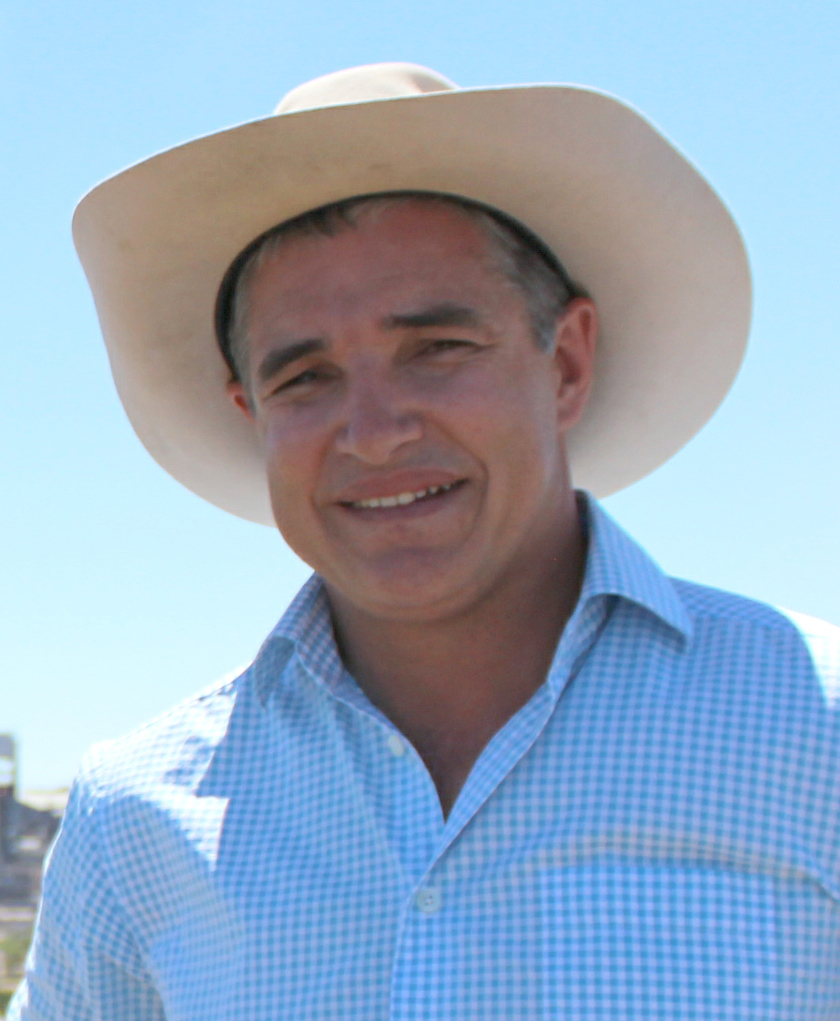
Robbie Katter, Vorsitzender der Katter’s Australian Party

Die Centre Alliance, welche mit einem Sitz im Repräsentantenhaus vertreten ist, tritt ohne Spitzenkandidaten an.

## Wahlkampfthemen

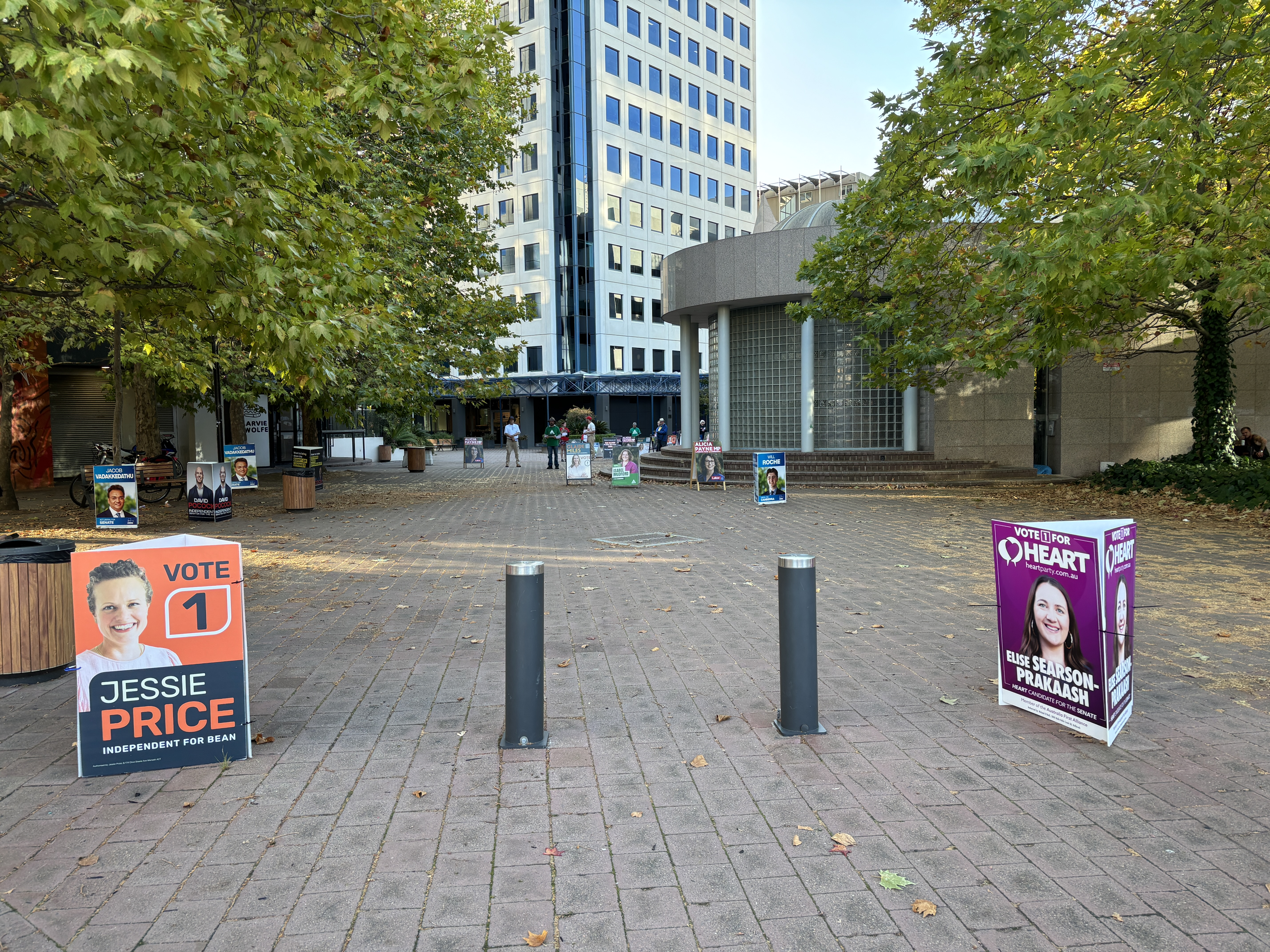
Wahlplakate auf dem Weg zu einem Wahllokal für vorzeitige Stimmabgaben in Civic, einem Stadtteil von Canberra

Die beiden führenden Spitzenkandidaten Anthony Albanese und Peter Dutton traten während des Wahlkampfs in insgesamt drei Fernsehdebatten gegeneinander an.
Zu den dominierenden Wahlkampfthemen zählte die Zollpolitik von US-Präsident Donald Trump, im Zuge derer Australien mit Einfuhrzöllen in Höhe von zehn Prozent belegt wurde, sowie Umwelt- und Klimapolitik, gestiegene Lebenserhaltungskosten, Wohnungsmangel, Einwanderung und Probleme in der öffentlichen Gesundheitsversorgung. Der im Februar noch im Umfragen vorne liegende Oppositionsführer Peter Dutton verlor durch die empfundene Nähe zu Donald Trump an Zustimmung, so hatte er diesen unter anderem als einen „großen Denker“ bezeichnet. In den Umfragen führte daraufhin zuletzt Premierminister Anthony Albanese wieder.

### Wohnungskrise
Beide Parteien kündigten im Wahlkampf Maßnahmen an, um die Wohnungsnot in Australien zu bekämpfen. So gab Premierminister Albanese während seines offiziellen Wahlkampfauftakts bekannt, 10 Milliarden Dollar investieren zu wollen, um 100.000 neue Wohnungen zu schaffen, die ausschließlich an Wohnungserstkäufer gehen sollen. Zudem sollten die zu leistenden Anzahlungen für Wohnungskäufer von 20 % auf 5 % gesenkt werden. Die Koalition plante dagegen 5 Milliarden Dollar in Infrastruktur zu investieren sowie ein zweijähriges Wohnungskaufverbot an ausländische Investoren und temporäre Einwohner zu verhängen. Oppositionsführer Peter Dutton sah zudem die Masseneinwanderung als Hauptursache für die Wohnungskrise und wirtschaftliche Probleme.

### Einwanderungspolitik
Eine Mehrheit der Bevölkerung sprach sich im Gegensatz zur letzten Wahl, in der das Thema keine große Rolle gespielt hatte, für eine Begrenzung der Einwanderung aus. Oppositionsführer Peter Dutton forderte eine strengere Regelung der Migration und versprach im Wahlkampf die Anzahl der jährlich in Australien aufgenommenen Migranten um mindestens 25 Prozent zu senken. Dutton kritisierte die Labor-Partei „Schleusen für Migranten geöffnet“ zu haben. Auch die Labor-Partei gab an, dass die Einwanderungszahlen nach der COVID-19-Pandemie zu hoch waren. Einen großen Anteil der temporären Einwanderer machen Auslandsstudenten aus. Ein von der Labor-Partei daher eingebrachter Gesetzesentwurf für eine Obergrenze von 270.000 Auslandsstudenten wurde im November 2024 von der Koalition und den Grünen blockiert.

### Öffentlicher Dienst und Steuerpolitik
Zu Duttons Vorhaben zählte zunächst auch Kürzungen beim öffentlichen Dienst vorzunehmen. Die Koalition hatte einen Abbau von 41.000 Staatsbediensteten vorgeschlagen. Die an Elon Musk und das Department of Government Efficiency in den Vereinigten Staaten erinnernden Pläne stießen jedoch auf öffentliche Ablehnung, sodass sie später wieder aufgegeben wurden.
Steuerpolitik spielte im Wahlkampf keine große Rolle. Dutton versprach Treibstoffkosten durch Steuersenkungen zu reduzieren.

### Energiepolitik
Große Unterschiede im Wahlkampf gab es in den politischen Positionen beider führenden Parteien zur Energiepolitik. Oppositionsführer Peter Dutton setzte sich für einen energiepolitischen Wandel ein, der den Bau von Atomkraftwerken vorsah. In Australien ist seit 1998 die Stromerzeugung durch Kernenergie gesetzlich verboten. Lediglich ein Forschungsreaktor ist in Betrieb. Dutton schlug vor, an den Standorten von sieben stillgelegten Kohlekraftwerken Atomkraftwerke zu bauen. Im Gegensatz dazu hielt Premierminister Anthony Albanese an einem Verbot der Kernenergie fest, da diese zu teuer, zu langsam umsetzbar und wegen der ungelösten Entsorgungsfrage der radioaktiven Abfälle zu problematisch sei. Australien sei dagegen für die Solarenergie prädestiniert. Er setzte sich daher weiterhin für den Ausbau erneuerbarer Energien ein, die um Batteriespeicher ergänzt werden sollten. Albanese hielt an der Zielvorgabe für Australien fest, bis 2050 ohne Kernenergie emissionsfrei zu werden. Der Ausbau von Abbaustätten für den Export von Kohle und Gas wurde unter der Labor-Regierung allerdings weiter genehmigt. Australien ist auch einer der größten Exporteure von Uran, als das Land mit dem weltweit größten Vorkommen des Rohstoffs.

### Außen- und Sicherheitspolitik
Außen- und sicherheitspolitische Themen spielten im Wahlkampf nur eine geringe Rolle. Beide führenden Parteien ähnelten sich in ihren grundsätzlichen Positionen. So kündigten sowohl die ALP als auch die Koalition eine Erhöhung der Verteidigungsausgaben an. Die ALP unter Albanese sah dabei eine Erhöhung bis 2030 von 2 auf 2,3 Prozent des Bruttoinlandsprodukts (BIP) vor, während die Koalition angab diese innerhalb von fünf Jahren von 2 auf 2,5 Prozent des BIP und innerhalb von zehn Jahren auf 3 Prozent erhöhen zu wollen.

## Umfragen

Grafik der seit der Wahl 2022 durchgeführten Umfragen mit gleitendem Mittelwert (LOESS) gewichtet nach Umfragegröße
Primärstimmen für die verschiedenen Parteien. Die Liberal/National Coalition wird dabei als eine Partei betrachtet.
Two-party-preferred vote („Zweiparteien-Präferenzstimmen“), d. h. Ergebnis einer Integrierten Stichwahl bei der die Präferenzstimmen auf die beiden Parteien mit dem höchsten Rang verteilt wurden. Die Liberal/National Coalition wird dabei als eine Partei betrachtet.

## Ergebnisse
Die Labor-Partei konnte die Wahl mit einer absoluten Mehrheit der Sitze im Repräsentantenhaus gewinnen und baute ihren Vorsprung gegenüber der liberal-nationalen Koalition deutlich aus.
Die Grünen verzeichneten nur einen geringen Stimmenrückgang gegenüber 2022, verloren aber drei Sitze im Repräsentantenhaus an die Labor-Partei.

### Repräsentantenhaus
Das vorläufige Endergebnis der Wahl zum Repräsentantenhaus wird in der folgenden Tabelle dargestellt. Aufgelistet sind alle Parteien, die mehr als 5.000 Stimmen erhielten. Der fehlende Stimmenanteil ist unter Sonstige zu finden.
| Partei                              | Partei | Stimmen    | Stimmen | Stimmen | Sitze  | Sitze | Sitze |
| Partei                              | Partei | Anzahl     | %       | ± (%p)  | Anzahl | ±     | in %  |
| ----------------------------------- | --- | ---------- | ------- | ------- | ------ | ----- | ----- |
|                                     | Australian Labor Party (ALP)                                                                                       | 5.354.138  | 34,56   | +1,98   | 94     | +17   | 62,7  |
|                                     | Liberal Party of Australia (LPA)                                                                                   | 3.205.216  | 20,69   | −3,20   | 18     | −9    | 12,0  |
|                                     | Australian Greens (Greens)                                                                                         | 1.889.977  | 12,20   | −0,05   | 1      | −3    | 0,7   |
|                                     | Liberal National Party (LNP)                                                                                       | 1.099.623  | 7,10    | −0,90   | 16     | −5    | 10,7  |
|                                     | Pauline Hanson’s One Nation (Nation)                                                                               | 991.814    | 6,40    | +1,44   | 0      | ±0    | 0,0   |
|                                     | National Party of Australia (NPA)                                                                                  | 588.778    | 3,80    | +0,20   | 9      | −1    | 6,0   |
|                                     | Trumpet of Patriots (ToP)                                                                                          | 296.076    | 1,91    | +1,52   | 0      | ±0    | 0,0   |
|                                     | Family First Party Australia (FFP)                                                                                 | 273.681    | 1,77    | +1,77   | 0      | ±0    | 0,0   |
|                                     | Legalise Cannabis Australia (LCA)                                                                                  | 186.335    | 1,20    | +1,16   | 0      | ±0    | 0,0   |
|                                     | Libertarian Party (LP)                                                                                             | 83.474     | 0,54    | +0,54   | 0      | ±0    | 0,0   |
|                                     | Gerard Rennick People First (GRPF)                                                                                 | 71.892     | 0,46    | +0,46   | 0      | ±0    | 0,0   |
|                                     | Katter’s Australian Party (KAP)                                                                                    | 51.775     | 0,33    | −0,05   | 1      | ±0    | 0,7   |
|                                     | Centre Alliance (CA)                                                                                               | 37.453     | 0,24    | −0,01   | 1      | ±0    | 0,7   |
|                                     | Country Liberal Party (CLP)                                                                                        | 35.785     | 0,23    | +0,03   | 0      | ±0    | 0,0   |
|                                     | Animal Justice Party (AJP)                                                                                         | 35.312     | 0,23    | −0,37   | 0      | ±0    | 0,0   |
|                                     | Australian Christians (AC)                                                                                         | 31.365     | 0,20    | +0,06   | 0      | ±0    | 0,0   |
|                                     | Shooters, Fishers and Farmers Party (Shooters)                                                                     | 26.968     | 0.17    | +0,04   | 0      | ±0    | 0,0   |
|                                     | Victorian Socialists (VS)                                                                                          | 23.652     | 0,15    | −0,04   | 0      | ±0    | 0,0   |
|                                     | Australian Citizens Party (ACP)                                                                                    | 20.770     | 0,13    | +0,10   | 0      | ±0    | 0,0   |
|                                     | Socialist Alliance (SA)                                                                                            | 18.653     | 0,12    | +0,04   | 0      | ±0    | 0,0   |
|                                     | FUSION \| Planet Rescue \| Whistleblower Protection \| Innovation (FUSION)                                         | 14.374     | 0,09    | +0,00   | 0      | ±0    | 0,0   |
|                                     | Indigenous – Aboriginal Party of Australia (APA)                                                                   | 6.306      | 0,04    | −0,01   | 0      | ±0    | 0,0   |
|                                     | Health Environment Accountability Rights Transparency (HEART)                                                      | 5.138      | 0,03    | −0,15   | 0      | ±0    | 0,0   |
|                                     | Unabhängige | 1.126.051  | 7,27    | +1,98   | 10     | ±0    | 6,7   |
|                                     | Sonstige | 15.630     | 0,10    | −6,57   | 0      | ±0    | 0,0   |
|                                     | |            |         |         |        |       |       |
| gültige Stimmen                     | gültige Stimmen | 15.490.236 | 94,40   | −0,41   | 150    | −1    | 100   |
| ungültige Stimmen                   | ungültige Stimmen                                                                                                  | 919.512    | 5,60    |         |        |       |       |
| Wahlbeteiligung (Wahlpflicht)       | Wahlbeteiligung (Wahlpflicht)                                                                                      | 16.409.748 | 90,67   |         |        |       |       |
| Wahlberechtigte                     | Wahlberechtigte | 18.098.797 | 100,0   |         |        |       |       |
|                                     | |            |         |         |        |       |       |
| Two-Party-preffered vote *          | |            |         |         |        |       |       |
|                                     | Australian Labor Party                                                                                             | 8.507.268  | 55,28   | +3,15   | 94     | +17   | 62,7  |
|                                     | Koalition aus Liberal Party of Australia (LPA), Liberal National Party (LNP) und National Party of Australia (NPA) | 6.883.313  | 44,72   | −3,15   | 43     | −15   | 28,7  |
| Quelle: Australische Wahlkommission | |            |         |         |        |       |       |

* Anzahl und Anteil der höheren Präferenzen von Labor bzw. liberal-nationaler Koalition

Kartografische Darstellung des Wahlergebnisses

| Partei | Partei                            | NSW | VIC | QLD | WA | SA | TAS | ACT | NT | Gesamt (2025) | Gesamt (2022) |
| ------ | --------------------------------- | --- | --- | --- | -- | -- | --- | --- | -- | ------------- | ------------- |
|        | Australian Labor Party (ALP)      | 28  | 27  | 12  | 11 | 7  | 4   | 3   | 2  | 94            | 77            |
|        | Liberal Party of Australia (LPA)  | 6   | 6   | –   | 4  | 2  | –   | –   | –  | 18            | 27            |
|        | Liberal National Party (LNP)      | −   | –   | 16  | –  | –  | –   | –   | –  | 16            | 21            |
|        | National Party of Australia (NPA) | 6   | 3   | –   | –  | –  | –   | –   | –  | 9             | 10            |
|        | Australian Greens (Greens)        | –   | –   | 1   | –  | –  | –   | –   | –  | 1             | 4             |
|        | Katter’s Australian Party (KAP)   | –   | –   | 1   | –  | –  | –   | –   | –  | 1             | 1             |
|        | Centre Alliance (CA)              | –   | –   | –   | –  | 1  | –   | –   | –  | 1             | 1             |
|        | Unabhängige                       | 6   | 2   | –   | 1  | –  | 1   | –   | –  | 10            | 10            |
| Gesamt | Gesamt                            | 46  | 38  | 30  | 16 | 10 | 5   | 3   | 2  | 150           | 151           |

### Senat
Das Ergebnis der Wahl zum Senat wird in der folgenden Tabelle dargestellt. Aufgelistet sind alle Parteien, die in dieser oder in der letzten Legislaturperiode im Senat vertreten waren oder mehr als 0,5 % der Stimmen erhielten. Der fehlende Stimmenanteil ist unter Sonstige zu finden.
| Partei                              | Partei                                                             | Partei                                                             | Stimmen    | Stimmen | Stimmen | Sitze  | Sitze | Sitze |
| Partei                              | Partei                                                             | Partei                                                             | Anzahl     | %       | ± (%p)  | Anzahl | ±     | in %  |
| ----------------------------------- | ------------------------------------------------------------------ | ------------------------------------------------------------------ | ---------- | ------- | ------- | ------ | ----- | ----- |
|                                     | Australian Labor Party (ALP)                                       | Australian Labor Party (ALP)                                       | 5.573.028  | 35,11   | +5,02   | 28     | +2    | 36,8  |
|                                     | Liberal-nationale Koalition                                        | Liberal-nationale Koalition                                        | 4.744.580  | 29,89   | −4,35   | 27     | −5    | 35,5  |
|                                     | Wahlbündnis jeweils aus Teilen von LPA und NPA                     | 2.756.296                                                          | 17,37      | −2,56   | 9       | −2     | 11,8  |       |
|                                     | Liberal National Party (LNP)                                       | 997.404                                                            | 6,28       | −0,78   | 4       | −1     | 5,3   |       |
|                                     | Liberal Party of Australia (LPA)                                   | 892.188                                                            | 5,62       | −1,38   | 13      | −2     | 17,1  |       |
|                                     | National Party of Australia (NPA)                                  | 63.738                                                             | 0,40       | +0,37   | 0       | ±0     | 0,0   |       |
|                                     | Country Liberal Party (CLP)                                        | 34.954                                                             | 0,22       | +0,00   | 1       | ±0     | 1,3   |       |
|                                     | Australian Greens (Greens)                                         | Australian Greens (Greens)                                         | 1.859.974  | 11,72   | −0,94   | 11     | −1    | 14,5  |
|                                     | Pauline Hanson’s One Nation (Nation)                               | Pauline Hanson’s One Nation (Nation)                               | 899.296    | 5,67    | +1,38   | 4      | +2    | 5,2   |
|                                     | Legalise Cannabis Australia (LCA)                                  | Legalise Cannabis Australia (LCA)                                  | 553.163    | 3,49    | +0,16   | 0      | ±0    | 0,0   |
|                                     | Trumpet of Patriots (ToP)                                          | Trumpet of Patriots (ToP)                                          | 413.238    | 2,60    | +2,38   | 0      | ±0    | 0,0   |
|                                     | Family First Party Australia (FFP)                                 | Family First Party Australia (FFP)                                 | 236.728    | 1,49    | +1,49   | 0      | ±0    | 0,0   |
|                                     | Animal Justice Party (AJP)                                         | Animal Justice Party (AJP)                                         | 198.611    | 1,25    | −0,35   | 0      | ±0    | 0,0   |
|                                     | Jacqui Lambie Network (JLN)                                        | Jacqui Lambie Network (JLN)                                        | 166.085    | 1,05    | +0,84   | 1      | −1    | 1,3   |
|                                     | Gerard Rennick People First / Katter’s Australian Party (GRPF/KAP) | Gerard Rennick People First / Katter’s Australian Party (GRPF/KAP) | 151.310    | 0,95    | +0,95   | 0      | ±0    | 0,0   |
|                                     | Australia’s Voice                                                  | Australia’s Voice                                                  | 119.717    | 0,75    | +0,75   | 0      | ±0    | 0,0   |
|                                     | David Pocock                                                       | David Pocock                                                       | 114.915    | 0,72    | +0,32   | 1      | ±0    | 1,3   |
|                                     | Australian Christians                                              | Australian Christians                                              | 102.519    | 0,65    | +0,43   | 0      | ±0    | 0,0   |
|                                     | Indigenous – Aboriginal Party of Australia                         | Indigenous – Aboriginal Party of Australia                         | 101.508    | 0,64    | +0,16   | 0      | ±0    | 0,0   |
|                                     | Libertarian / HEART / Gerard Rennick People First                  | Libertarian / HEART / Gerard Rennick People First                  | 92.892     | 0,59    | +0,59   | 0      | ±0    | 0,0   |
|                                     | Sonstige                                                           | Sonstige                                                           | 543.625    | 3,43    | −5,43   | 4      | ±0    | 5,3   |
|                                     |                                                                    |                                                                    |            |         |         |        |       |       |
| gültige Stimmen                     | gültige Stimmen                                                    | gültige Stimmen                                                    | 15.871.189 | 96,55   | −0,03   | 76     | ±0    | 100   |
| ungültige Stimmen                   | ungültige Stimmen                                                  | ungültige Stimmen                                                  | 567.305    | 3,45    |         |        |       |       |
| Wahlbeteiligung (Wahlpflicht)       | Wahlbeteiligung (Wahlpflicht)                                      | Wahlbeteiligung (Wahlpflicht)                                      | 16.438.494 | 90,83   |         |        |       |       |
| Wahlberechtigte                     | Wahlberechtigte                                                    | Wahlberechtigte                                                    | 18.098.797 | 100,0   |         |        |       |       |
| Quelle: Australische Wahlkommission |                                                                    |                                                                    |            |         |         |        |       |       |

In jedem Bundesstaat werden sechs der zwölf und in jedem Territorium zwei Senatoren neugewählt, sodass 40 der 76 Sitze neu besetzt werden.
| Partei | Partei                                           | NSW | VIC | QLD | WA | SA | TAS | ACT | NT | Neuwahl (2025) | Gesamt (2025) | Gesamt (2022) |
| ------ | ------------------------------------------------ | --- | --- | --- | -- | -- | --- | --- | -- | -------------- | ------------- | ------------- |
|        | Australian Labor Party (ALP)                     | 2   | 3   | 2   | 2  | 3  | 2   | 1   | 1  | 18             | 28            | 26            |
|        | Liberal-nationale Koalition (LPA, LNP, NPA, CLP) | 2   | 2   | 2   | 2  | 2  | 2   | –   | 1  | 13             | 27            | 32            |
|        | Australian Greens (Greens)                       | 1   | 1   | 1   | 1  | 1  | 1   | –   | –  | 6              | 11            | 12            |
|        | Pauline Hanson’s One Nation (Nation)             | 1   | –   | 1   | 1  | –  | –   | –   | –  | 1              | 4             | 2             |
|        | Jacqui Lambie Network (JLN)                      | –   | –   | –   | –  | –  | 1   | –   | –  | 1              | 1             | 2             |
|        | Sonstige                                         | –   | –   | –   | –  | –  | –   | –   | –  | –              | 3             | 1             |
|        | Unabhängige                                      | –   | –   | –   | –  | –  | –   | 1   | –  | 1              | 2             | 1             |
| Gesamt | Gesamt                                           | 6   | 6   | 6   | 6  | 6  | 6   | 2   | 2  | 40             | 76            | 76            |

## Nachgang und Reaktionen
Peter Dutton gestand am Wahltag seine Niederlage ein, nachdem er seinen eigenen Sitz, den er 24 Jahre innegehabt hatte, an Ali France verlor. Er erklärte, Albanese angerufen und zum Sieg gratuliert zu haben. Das Wahlergebnis wurde in Medien als klarer Sieg für die Australian Labor Party gewertet. Als großer Einfluss wurde dabei wie bereits bei der kanadischen Unterhauswahl am 28. April ein „Trump-Effekt“ gesehen. Vor seinen jubelnden Anhängern erklärte Albanese nach dem Wahlsieg Australien habe sich in einer Zeit globaler Unsicherheit für Optimismus und Entschlossenheit entschieden.
Internationale Reaktionen (Auswahl):
- Deutschland: Bundeskanzler Olaf Scholz (SPD) hob bei seiner Gratulation auf dem Onlinedienst X die „enge“ Zusammenarbeit beider Länder hervor.[3]
- Vereinigte Staaten: Außenminister Marco Rubio gratulierte Albanese in einer Pressemitteilung zu seinem Wahlsieg. Er freue sich auf die „Vertiefung der Beziehungen zu Australien, um unsere gemeinsamen Interessen voranzutreiben und Freiheit und Stabilität im Indopazifik und weltweit zu fördern.“[42]
- Volksrepublik China: Ein Sprecher des Außenministeriums erklärte China würde mit der neuen Regierung eine „reifere, stabilere und produktivere“ Partnerschaft anstreben.[3]